# Гревена
Гревена или Гребена (на гръцки: Γρεβενά; на арумънски: Grebini) е град в Гърция, център на дем Гревена, административна област Западна Македония. Градът е център и на Гревенската епархия на Църквата на Гърция.

## География
Градът се намира на 550 m надморска височина на около 400 km от Атина и на около 180 km от Солун. Гъстотата на населението е най-малка през 1990-те години. Гревена е свързан посредством магистралата Егнатия Одос на запад с Игуменица и на изток с Дедеагач (Александруполи) на границата с Турция. През Гревена преминава Гревенската река, приток на река Бистрица (Алиакмонас).

## История

### Етимология
Етимологията на думите Гревена идва или от латинското gravis, което означава трудно, неравномерно, или от славянското гребен, тоест грубо и стръмно място.

### Средновековие
Градът съществува още от Средновековието. През XI век той става център на епархия на Охридската архиепископия, вероятно отделена от Костурската.

### В Османската империя
„Гребена има 80 турски кѫщи, 120 гръцки и 20 аромѫнски. Прѣзъ зимата числото на аромѫнскитѣ фамилии се възкачва на 200, които се прибиратъ отъ околнитѣ лѣтни села: Самарина, Смикси и Фурка. Освѣнъ това въ Гребена има гарнизонъ отъ 600 души. Околията брои 15,000 гърци, 12,500 аромѫне и 10,000 турци (турци и албанци).“
Гръцкият просвещенец Атанасиос Псалидас пише в своята „География“ (1818 - 1822): „Гревена е малко градче, населявано от гърци и турци, които са най-невежи“.
Към 1900 година според статистиката на Васил Кънчов („Македония. Етнография и статистика“) Гребена (Гревена) брои 1550 жители, от които 500 турци, 600 гърци християни, 200 гърци мохамедани, 150 власи и 100 цигани.
На Етнографската карта на Битолския вилает на Картографския институт в София от 1901 година Гревена е селище, център на Гревенската каза в Серфидженския санджак с 300 къщи, от които 200 къщи влашки и 100 къщи помашки (гръцки мохамедански).
Според статистика на Серфидженския санджак на гръцкото консулство в Еласона от 1904 година в Гревена (Γρεβενά) живеят 850 гърци елинофони, 745 гърци влахофони, от които 260 румънеещи се и 260 валахади.

### В Гърция
През Балканската война в 1912 година в града влизат гръцки части и след Междусъюзническата в 1913 година Гревена остава в Гърция.
В 1924 година мюсюлманското население на селото е изселено в Турция и на негово място са заселени 373 гърци бежанци от Турция. Малко по-рано в селото са заселени власи от Авдела, Самарина и други влашки села.
На 13 май 1995 година става земетресение от 6,6 степен по скалата на Рихтер, като са нанесени само материални щети. Друго сериозно земетресение близо до Гревена става на 5 януари 2005 година с магнитуд 4,9 по скалата на Рихтер, без разрушения.
В 2007 година общинският съвет в града решава да му даде официано прозвището Градът на гъбите (Πόλη των Μανιταριών).
| Име        | Име        | Ново име        | Ново име           | Описание          |
| ---------- | ---------- | --------------- | ------------------ | ----------------- |
| Хамин Рахи | Χαμίν Ράχη | Заргояни Мандри | Ζαργόγιαννη Μαντρί | връх З от Гревена |
| Дамбиес    | Ντάμπιες   | Пироволия       | Πυροβολεία         | връх Ю от Гревена |
| Орлякас    | Ὂρλιαγκας  | Агриотопос      | Άγριότοπος         | връх Ю от Гревена |

| Година    | 1913 | 1920 | 1928 | 1940 | 1951 | 1961 | 1971 | 1981 | 1991 | 2001   | 2011   | 2021   |
| --------- | ---- | ---- | ---- | ---- | ---- | ---- | ---- | ---- | ---- | ------ | ------ | ------ |
| Население | 1723 | 3108 | 3747 | 3977 | 4789 | 6892 | 8016 | 7433 | 9345 | 10 177 | 13 137 | 12 293 |

## Личности
В Гревена е роден гръцкият политик Александрос Ладас. Други известни гревенци са гръцкият андартски капитан Николаос Цолакис, гръцкият революционер, участник във Войната за независимост и печатар Константинос Димидис и други.